# Bora Kostić
Borivoje Kostić, mais conhecido como Bora Kostić (Obrenovac, 14 de junho de 1930 — Belgrado, 10 de janeiro de 2011) foi um futebolista iugoslavo que atuava como ponta-esquerda.

## Carreira
Durante sua carreira, jogou no Estrela Vermelha de Belgrado e no Vicenza Calcio. Bora Kostić fez parte do elenco medalha de ouro, nos Jogos Olímpicos de 1960.

## Ligações Externas
- Perfil na Sports Reference